# فم هامبر

فم هامبر (بالإنجليزية: Humber Mouth)‏ هو مهرجان أدبي في هال، انكلترا، التي بدأ في عام 1992.